# یانگتزه ریور اکسپرس
یانگتزه ریور اکسپرس (به انگلیسی: Yangtze River Express) یک شرکت هواپیمایی با کد یاتا Y8 است که در تاریخ ۱۵ ژانویه ۲۰۰۳ میلادی تأسیس شده است. دفتر مرکزی یانگتزه ریور اکسپرس در شانگهای، جمهوری خلق چین واقع شده‌است و قطب این شرکت هواپیمایی در فرودگاه بین‌المللی شانگهای پودنگ قرار دارد و به ۸ مقصد، پرواز انجام می‌دهد.